# Notoreas
Notoreas là một chi bướm đêm thuộc họ Geometridae.